# Zbirogi
Zbirogi, Zbirohy (biał. Збірагі, Зьбірагі; ros. Збироги) – wieś na Białorusi, w obwodzie brzeskim, w rejonie brzeskim, w sielsowiecie Czernie.
Siedziba parafii prawosławnej pw. św. Paraskiewy.

## Geografia
Miejscowość położona 19 km na północny wschód od Brześcia, 10 km na od stacji kolejowej w Żabince. Ponadto sąsiaduje z wsiami Karabany i Zalesie (na północy), Wołoski i Charytony (na południu), Bratyłowo (na zachodzie), Zabrzezie i Hutowicze (na północnym zachodzie), Oczki i Raczki (na wschodzie).

## Historia
Pierwsza wzmianka o miejscowości pochodzi z początku XVI wieku, kiedy to występuje jako wieś należąca do dóbr hospodarskich w starostwie brzeskim województwa trockiego Wielkiego Księstwa Litewskiego. Wraz ze zmianami przynależności administracyjnej powiatu brzeskiego Zbirohi znajdowały się najpierw w województwie podlaskim, a następnie w województwie brzeskim Rzeczypospolitej Obojga Narodów.
W czasie panowania Zygmunta Augusta miejscowe dobra trafiły w ręce prywatne. Właścicielami wsi byli m.in. Ruszczycowie, Jan Hajko, Pacowie. 
Od 1502 r. istniała tu cerkiew prawosławna należąca do eparchii włodzimiersko-brzeskiej. W 1610 r. Zofia (Agata) z Sapiehów, primo voto żona Adama Hajki, koniuszego grodzieńskiego, secundo voto żona Mikołaja Paca, podkomorzego brzeskiego, ufundowała tu drewnianą świątynię katolicką pod wezwaniem Trójcy Świętej, najprawdopodobniej unicką – obecna cerkiew Piatnicka (Paraskiewy Piatnicy). W 1756 roku zbudowano kościół parafialny. Od XVIII wieku w kościele istniał kult cudownej figury Chrystusa Trynitarskiego (obecnie figura jest w kościele w Terespolu). 
Po III rozbiorze miejscowość znalazła się w zaborze rosyjskim, kolejno w guberniach: słonimskiej, litewskiej i grodzieńskiej.
W 1862 r. we wsi utworzono szkołę początkową, w której w 1866 uczyło się 45 chłopców. 
W 1866 r. miejscowy kościół katolicki, należący do dekanatu kobryńskiego, przekazano prawosławnym. 
Tutejszy majątek ziemski należał do hrabiego Grabowskiego.
W końcu XIX wieku Zbirogi pełniły funkcję centrum gminy w powiecie kobryńskim guberni grodzieńskiej, obejmującej 60 miejscowości. Wieś, oddalona wówczas o 31 wiorst od Kobrynia, była siedzibą okręgu policyjnego oraz parafii prawosławnej liczącej 1492 wiernych (w dekanacie Czerwaczyce – dziś wieś w sielsowiecie Batcze, w rejonie kobryńskim – eparchii wileńskiej, a od 1900 r. – grodzieńskiej i brzeskiej). 
W okresie międzywojennym wieś stała się centrum gminy Zbirohi w powiecie kobryńskim województwa poleskiego II RP. Jednak w 1928 Zbirogi włączono do gminy Kosicze. 
Według spisu powszechnego z 1921 r. wieś Zbirohi liczyła 11 domów. Mieszkały tu 42 osoby: 18 mężczyzn, 24 kobiety. Wszyscy byli prawosławni i wszyscy deklarowali narodowość polską.
Świątynia w Zbirogach została odzyskana przez katolików w 1920 r. i stała się kościołem parafialnym w parafii liczącej 180 wiernych. W 1925 r. przeprowadzono remont kościoła.
Po II wojnie światowej Zbirogi znalazły się w granicach Białoruskiej SRR. W 1945 r. z kościoła parafialnego w Zbirogach do kościoła Świętej Trójcy w Terespolu trafiła polichromowana, barokowa rzeźba Chrystusa trynitarskiego z 3 ćwierci XVIII w.. Figura była uważana za cudowną i stanowiła cel pielgrzymek do Zbirogów. Dotychczasowy proboszcz zbiroski został w 1947 r. zwierzchnikiem parafii Matki Bożej Częstochowskiej w Nurcu-Stacji.
Od 1991 r. w niepodległej Białorusi. 

## Zabytki
- drewniana cerkiew Piatnicka (Paraskiewy Piatnicy) wraz z wolno stojącą dzwonnicą z 1610 r. (wielokrotnie remontowana)[17][5]
- braterska mogiła i pomnik poległych w czasie II wojny światowej[4]